# Svitlovodsk
Svitlovodsk (ukrajinsky Світловодськ, rusky Светловодск – Svetlovodsk, česky též Světlovodsk) je město v Kirovohradské oblasti na Ukrajině. Leží zhruba 108 kilometrů na severovýchod od Kropyvnyckého na pravém břehu Kremenčucké přehrady v blízkosti hráze a Kremenčucké vodní elektrárny.

## Obyvatelstvo
V roce 2013 žilo v Svitlovodsku zhruba 48 tisíc obyvatel. V roce 2022 žilo ve městě 43 130 obyvatel.

## Historie
Město vzniklo při stavbě Kremenčucké přehrady částečně pro potřeby dělníků na stavbě, částečně náhradou za přehradním jezerem později zatopené město Novogeorgijevsk. Do roku 1969 se nazývalo Kremhes (ukrajinsky Кремгес). 
Mezi roky 1961–1962 se město nazývalo Chruščov, na počest Nikity Chruščova.